# Marie Adolphe Carnot
Marie Adolphe Carnot (París, 27 de gener del 1839 — 20 de juny del 1920) fou un químic francès, enginyer de mines i polític. Venia d'una família distingida: era nebot de Sadi Carnot, el físic, i germà de Marie François Sadi Carnot que va ser president de la tercera República francesa.

## Biografia
Es va graduar a l'escola Politècnica el 1860, passant després a l'Escola de Mines, on es va convertir en professor el 1868, després d'un període com a enginyer a Llemotges. El 1881 va ser nomenat Enginyer Principal de Mines, el 1894 Inspector General de Mines, i el 1901 degà de l'Escola Nacional de Mines, càrrec que va ocupar fins al 1907.
Altres càrrecs professionals i polítics: 
- 1881: enginyer en cap de mines
- 1884: membre de l'Académie d'agriculture
- 1894: inspector general de mines
- 1895: Membre de l'Académie des sciences
- 1903: Comandant de la Legió d'Honor
- 1892-1895: President de la Societat per a la instrucció alimentària
- 1898: Conseller general de la Charente (Chabanais)
- 1903: President de la Comissió dels Annales des mines
- 1902-1908: President del Consell general de la Charente,
- 1901-1920: President de l'Alliance Démocratique (de Waldeck-Rousseau)
- 1907: President del Consell d'administració del gas de París

## Obra

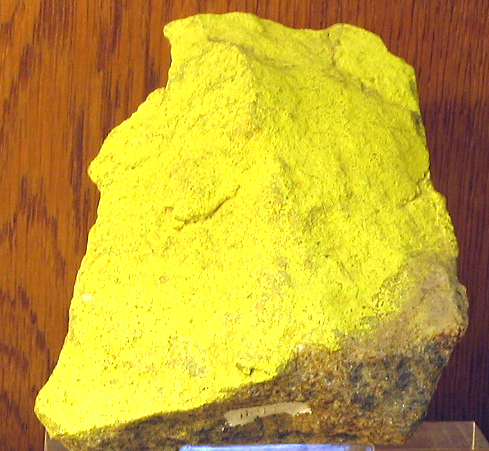
Carnotita

Va fer importants contribucions en referència als mètodes d'anàlisi químic d'aigües minerals i, també, de minerals que exposà a la seva obra: Traité d'analyse des substances minérales (1898). Va descobrir minerals de bismut a Corresa (Llemosí). Va donar les composicions de sòls destinats a l'agricultura. Va realitzar treballs sobre la presència de fluor en els fosfats.
Un nou mineral va ser descobert l'any 1899 per Charles Friedel i Cumenge, la qual composició química és un vanadat d'uranil i de potassi, K₂(UO₂)₂(VO₄)₂·3H₂O, que varen anomenar carnotita en honor d'Adolphe Carnot.